# Nothotrichocera antarctica
Nothotrichocera antarctica är en tvåvingeart som först beskrevs av Edwards 1923.  Nothotrichocera antarctica ingår i släktet Nothotrichocera och familjen vintermyggor. Inga underarter finns listade i Catalogue of Life.